# Дел
Dell, Inc. е мултинационална корпорация със седалище в Раунд Рок, щата Тексас, САЩ. Тя е сред най-големите в света за производство, разпространение и поддръжка на компютри и свързани с тях продукти и услуги.
Тя е основана през 1984 г. в Остин, Тексас от Майкъл Дел като PC Limited. От 1988 г. се нарича Dell Computer Corporation, а от 2003 г. – Dell, Inc.
Dell изработва всякакви видове настолни и преносими персонални компютри, мрежово оборудване, сървъри, устройства за съхраняване на данни и други. Те също така предлага и различни видове услуги.
Интересно е да се отбележи, че стартовият капитал на Майкъл Дел е 1000 щатски долара. Това, което прави компанията различна, е че не използва посредници, а продава директно на клиента. Тя също така първа в компютърната индустрия въвежда поръчките и продажбите по интернет.

## Майкъл Дел
Основателят на Dell е Майкъл Дел. Той е роден на 23 февруари 1965 година, в Хюстън, щата Тексас. Баща му Александър е лекар ортодонт, а майка му е ръководител отдел финансови операции. Майкъл от най-ранните си детски години слуша на вечеря за състоянието на икономиката. На 12 години той разбира как се печелят пари от работа без посредници. Увлича се от филателия и забелязва, че цените на пощенските марки стават все по-високи и по-високи. Майкъл купува своите марки обикновено на търг, чиито организатори вземали нелоши комисиони от продажбата им.
Той решил да организира собствен търг, вместо да плаща на акционери. Договорил се с филателистите да му дадат част от своите марки назаем, отпечатал каталог и го дал на специализирано списание за марки. Така спечелил първите 2000 долара. По това време се случва и забавен епизод. По време на риболов с другите мъже от семейството Майкъл отделил време да навърже много кукички на една корда. разбира се, това станало повод за шеги, защото той се занимавал с кукичките до обяд. В крайна сметка Майкъл уловил най-много риби от цялата компания. Неговото мото било: „Ако имаш идея, която ще ти се струва добра, непременно опитай да я реализираш“. Докато учел в гимназията, също не стоял без работа – решил да продава абонамент за градския вестник „Хюстън Пост“. В този момент младежът вече имал начин на работа и мислене. „Не е толкова важно какво продаваш, а как го правиш“.
Майкъл се интересувал от математика и изчислителни техники, четял специализирани издания на компютърна тематика и спестявал пари, за да си купи върха на техниката за онова време Aplle2. всъщност той го получава като подарък за рождения си ден.
Неговата първа среща с компютрите се случва, когато той е на 15 години и решава да разглоби своя нов Apple II, като иска да провери дали може да го сглоби отново. В това време той учи в Memorial High School в Хюстън. Там той не е отличен ученик, като често пъти му се повтаря, че той няма да стигне никъде в своя живот. Родителите му настоявали и той като по-големия си брат да постъпи в колеж и да учи медицина.
Майкъл Дел основава своята компания „PC's Limited“ през 1984 г., докато е студент в Тексаския университет в Остин. Той я основава с капитал от 1000 долара. Той иска да продава IBM-съвместими компютри, изградени от купени от склад части и ги продава на хората в асемблиран вид. Неговата основна идея е да продава компютри директно на клиентите.
През 1985 г. „PC's Limited“ създава първия си компютър със свой дизайн („Turbo PC“). Той съдържа Intel 8088 съвместим процесор с честота 8 MHz. Последвалият успех е голям, защото цените, които той предлагал, били доста по-ниски от тези на другите продавачи на дребно, но основното му предимство е, че давал на хората готови компютри и те не трябвало да ги сглобяват сами. Само през първата година компанията му спечелва 6 млн. долара, затова той напуска училище и насочва всичките си усилия в управление на своята компания.
През 1987 г. дори пробива извън САЩ и продава свои компютри във Великобритания. През 1988 г. капиталите на Майкъл Дел стигат до 80 милиона, в същата година компанията си променя името на „Dell Computer Corporation“.
През 1992 г. списание Fortune вкарва Dell Computer Corporation в своя списък от 500 най-големи компании в света. През 2003 г. името на компанията отново търпи промяна, като този път то става „Dell Inc.“ Dell се опитва също така да пробие и в други сфери на хардуерния пазар. През 2004 г. се насочва и в производство на принтери и други офис продукти, като в същото време става едноличен лидер по продажби на асемблирани компютри.
Някои наричат Майкъл срамежлив и скромен, други – странен заради нежеланието му да прави публични изказвания и да не дава интервюта за личния си живот. Каквото и да се говори, Майкъл Дел е един от най-великите бизнесмени на ХХ век.